# 39 i pół
39 i pół / 39 i pół tygodnia – polski serial komediowy emitowany od 4 marca 2008 r. do 1 grudnia 2009 r. i ponownie od 8 września 2019 do 10 listopada 2019 r. na antenie TVN. Serial przedstawiał perypetie Dariusza Jankowskiego tuż przed jego 40. urodzinami, który przeżywał kryzys wieku średniego.
Serial był dwukrotnie nominowany do Telekamer w 2009 roku (w kategorii Najlepszy serial komediowy) i 2010 roku (w kategorii Najlepszy oryginalny polski serial).
W styczniu 2018 roku telewizja TVN podała do informacji, że powstanie kontynuacja serialu pod tytułem 50 i co?. Tytuł później został zmieniony – 25 czerwca 2019 roku ogłoszono, że nazwę powrotu serialu zmieniono na 39 i pół tygodnia.

## Bohaterowie
- Dariusz Paweł Jankowski (Tomasz Karolak) – niespełna czterdziestoletni mężczyzna, przechodzący kryzys wieku średniego. Urodził się i wychował w Zielonej Górze, tam też skończył liceum ogólnokształcące. Przez pewien czas studiował pedagogikę i kulturoznawstwo, ale były to tylko krótkie epizody. Lubi muzykę punk rockową. Miał zespół Dirty Track, jednak nie odniósł on większych sukcesów. Jeździ FSO 125p. Fan żużla (Falubazu Zielona Góra) i punka.
- Anna Jankowska z d. Sobańska (Daria Widawska) – żona Darka. Jest absolwentką stosunków międzynarodowych na UW. Anna pracuje w koncernie chemicznym ‘Fester’. Darka pokochała, gdy miała 19 lat i nadal go kocha, jednak ten przez całe życie ją zawodził i dlatego Anna nie wierzy, że ich życie może im się normalnie ułożyć. Jest bardzo odpowiedzialną kobietą, matką Patryka. Anna obawia się, że jej syn jest pozbawiony męskiego autorytetu i przez to może zejść na złą drogę, ale liczy na to, że jej partner – Dariusz – będzie takowym autorytetem.
- Patryk Jankowski (Alan Andersz) – syn Anny i Darka, na początku I serii ma prawie 18 lat i jest uczniem II klasy liceum. Patryk kibicuje Polonii. Nie podoba mu się, że jego matka znalazła sobie nowego mężczyznę i stara się trzymać stronę ojca, z którym się doskonale rozumie. Ma poczucie humoru, jest odpowiedzialny i uczy tej odpowiedzialności swojego ojca.
- Marta Jankowska (Magdalena Lamparska) – żona Patryka, pochodzi z Zielonej Góry, mieszka w Warszawie, gdzie studiuje. Jest wielką fanką Falubazu Zielona Góra.
- Chelsea Amanda (Marina Łuczenko) – córka Darka, o jej istnieniu dowiaduje się po 19 latach.
- Zielu (Antek Królikowski) – przyjaciel Patryka i chłopak Amandy.
- Tomasz Ostoja (Krzysztof Stelmaszyk) – agent ubezpieczeniowy. Jest obowiązkowy, zasadniczy, kulturalny, stara się dbać o siebie i swoją partnerkę. Tomasz ciągle obawiał się, iż Anna może kiedyś z niego zrezygnować i wrócić do męża – Dariusza.
- Katarzyna Cichocka (Dorota Deląg) – kochanka Darka Jankowskiego. Matka Julki. Nie może pogodzić się z tym, że nie jest już szefową Dirty Track, dlatego organizuje podstęp, który ma doprowadzić do tego, że wróci na swoje dawne stanowisko. Udaje się to jej przy pomocy ojca jej dziecka – Karola. Przez to oszustwo trafia do więzienia.
- Paula (Sonia Bohosiewicz) – przyjaciółka Darka i sąsiadka Anny i Patryka – zajmuje mieszkanie nr 39. W drugiej serii Paula zachodzi w ciążę i wyjeżdża na jakiś czas do rodziny. Pomimo to nadal pomaga Darkowi w jego problemach. Ma syna Salwadora.
- Magda Bielawa (Magdalena Popławska) – przyjaciółka Anny.
- Krystyna Sobańska (Magdalena Zawadzka) – matka Anny.
- Warcisław Sobański (Leonard Pietraszak) – ojciec Anny.
- Zdrada (Maciej Kozłowski) – członek zespołu Dirty Track.
- Korba (Krzysztof Banaszyk) – członek zespołu Dirty Track. Pracuje w przedsiębiorstwie Darka. Jest tam łowcą nowych talentów.
- Rysiek (Łukasz Nowicki) – dawny członek zespołu Dirty Track, wróg Darka.
- Kicia (Magdalena Boczarska) – asystentka Darka w Dirty Track. Stoi ramię w ramię z Darkiem i resztą załogi. Flirciara, która robi maślane oczy do szefa.
- Iza (Monika Dryl) – koleżanka Pauli. Wynajmuje od niej mieszkanie, kiedy ta wyjechała do rodziny. Pracuje w firmie Dirty Track jako grafik komputerowy. Możemy się domyślać, że jest lesbijką.
- Lodzia (Anna Przybylska) – piosenkarka, współpracująca z Darkiem. Rola ta jest parodią polskiej wokalistki – Dody.

## Obsada
| Aktor                   | Rola                         | Status          |
| ----------------------- | ---------------------------- | --------------- |
| Tomasz Karolak          | Dariusz Paweł Jankowski      | 2008–2009, 2019 |
| Daria Widawska          | Anna Jankowska z d. Sobańska | 2008–2009, 2019 |
| Alan Andersz            | Patryk Jankowski             | 2008–2009, 2019 |
| Magdalena Lamparska     | Marta Jankowska              | 2008–2009, 2019 |
| Marina Łuczenko         | Chelsea Amanda               | 2009, 2019      |
| Antoni Królikowski      | Zielu                        | 2008–2009, 2019 |
| Krzysztof Stelmaszyk    | Tomasz Ostoja                | 2008–2009, 2019 |
| Dorota Deląg            | Kasia Cichocka               | 2008–2009, 2019 |
| Wojciech Mecwaldowski   | Stanisław Kos                | 2008–2009, 2019 |
| Sonia Bohosiewicz       | Paula                        | 2008–2009       |
| Olga Bołądź             | Miłka, partnerka Pauli       | 2008            |
| Magdalena Zawadzka      | Krystyna Sobańska            | 2008–2009       |
| Leonard Pietraszak      | Warcisław Sobański           | 2008–2009       |
| Magdalena Boczarska     | Kicia                        | 2008–2009       |
| Monika Dryl             | Iza                          | 2009            |
| Diana Kadłubowska       | Aneta                        | 2008–2009       |
| Elżbieta Pawlak         | Karolina Radecka             | 2008            |
| Tola Szlagowska         | Ola                          | 2008            |
| Jan Szlagowski          | Filip                        | 2008–2009       |
| Wojciech Łozowski       | Wokalista Afromental         | 2009            |
| Aleksander Milwiw-Baron | Lizo                         | 2008, 2019      |
| Jarek Świderski         | Policjant                    | 2008            |
| Wojciech Chorąży        | Policjant                    | 2008            |
| Maciej Kozłowski        | Zdrada                       | 2008–2009       |

### Gościnnie
- Danuta Stenka – kobieta z koszmaru Dariusza (odc. 1)
- Janusz Panasewicz – Blitza, sprzedawca w sklepie muzycznym, znajomy Darka
- Rafał Bryndal – woźny w hali, na której gra B27 i Dirty Track
- Maria Maj – zakonnica (odc. 6)
- Tomasz Kot – jako Tomasz Kot, kolega Darka (odc. 6, 8 i 10)
- Stefano Terrazzino – Zorro (odc. 3)
- Agnieszka Fitkau-Perepeczko – Maggie
- Jerzy Jan Połoński – jako reżyser (odc. 8)
- Jakub Wesołowski – Młody Gwiazdor (odc. 8, 9 i 10)
- Weronika Książkiewicz – aktorka
- Anna Maria Chrostowska – jako pielęgniarka (odc. 9)
- Joanna Kurowska – pracowniczka banku, księgowa w „Dirty Track”
- Andrzej Zaborski – ojciec Darka
- Elżbieta Jarosik – matka Darka
- Przemysław Saleta – jako on sam (odc. 12 i 15)
- Marcin Prokop – jako on sam (odc. 12)
- Dorota Wellman – jako ona sama (odc. 12)
- Jacek Poniedziałek – Kundel
- January Brunov – ojciec Oli (odc. 9 i 12)
- Bartłomiej Topa – jako diler samochodowy (odc. 14)
- Daniel Wieleba – jako facet z laptopem (odc. 14)
- Cezary Kosiński – jako Abażur (prawnik Darka) (odc. 15)
- Krzysztof Kowalewski – jako major Chełka (odc. 17)
- Wojciech Pszoniak – jako pułkownik Marczuk (odc. 17)
- Robert Więckiewicz – jako Adler (producent muzyczny)
- Michał Rolnicki – jako policjant
- Katarzyna Ankudowicz – jako kelnerka w restauracji (odc. 19)
- Violetta Kołakowska – jako cyganka
- Joanna Liszowska – jako Gosia
- Peter J. Lucas – jako Karol, były mąż Kaśki
- Paul Kaye – jako Kelly Moran (odc. 24)
- Tomasz Sobczak – Mirek, ojciec Marty, były członek „Dirty Track”
- Andrzej Seweryn – jako dyrektor teatru
- Andrzej Andrzejewski – jako prawnik (odc. 29)
- Aneta Todorczuk-Perchuć – jako pani prawnik (odc. 29)
- Zbigniew Wodecki – jako on sam (odc. 30)
- Krystyna Kołodziejczyk – jako Nowakowa/Genowefa
- Mateusz Janicki – jako Marcin Lamus z Gorzowa
- Laura Samojłowicz – jako Samanta (odc. 36,37)
- Renata Pękul – jako urzędniczka w banku (odc. 26)
- Artur Łodyga – jako Piotrek, kolega Pauli
- Michał Żurawski – jako policjant (odc. 32)
- Adrianna Jaroszewicz – jako pielęgniarka
- Katarzyna Radochońska – jako barmanka
- Ewa Audykowska – jako Monika, dziennikarka Radia Zet
- Jakub Kotyński – jako barman
- Ryszard Chlebuś – jako taksówkarz
- Agnieszka Warchulska – jako Ewa Sawczuk, koleżanka Darka z liceum (odc. 34)
- Mikołaj Roznerski – jako Remek
- Krzysztof Wieszczek – jako sprzedawca
- Paweł Szwed – jako prezes
- Roman Bugaj – jako recydywista
- Jakub Strzelecki – jako student Jacek
- Piotr Adamczyk – jako Jacek Wąglik (odc. 34)
- Jacek Rozenek – jako kolega Darka z liceum (odc. 34)
- Weronika Rosati – Ola (odc. 35)
- Edward Miszczak – producent filmowy (odc. 35)
- Agata Kulesza – Hania, koleżanka Darka (odc. 35)
- Tadeusz Chudecki – jako dozorca Władzio

## Spis serii
| Seria                 | Seria                 | Sezon                 | Odcinki               | Odcinki               | Premiera serii  | Finał serii       | Pora emisji     | Średnia oglądalność |
| 39 i pół              | 39 i pół              | 39 i pół              | 39 i pół              | 39 i pół              | 39 i pół        | 39 i pół          | 39 i pół        | 39 i pół            |
| --------------------- | --------------------- | --------------------- | --------------------- | --------------------- | --------------- | ----------------- | --------------- | ------------------- |
| 1                     | 1                     | wiosna 2008           | 1–13 (13)             | 1–13 (13)             | 4 marca 2008    | 27 maja 2008      | wtorek 21.30    | 3 229 522           |
| 2                     | 2                     | wiosna 2009           | 14–26 (13)            | 14–26 (13)            | 3 marca 2009    | 26 maja 2009      | wtorek 21.30    | 2 323 106           |
| 3                     | 3                     | jesień 2009           | 27–39 (13)            | 27–39 (13)            | 8 września 2009 | 1 grudnia 2009    | wtorek 21.30    | 2 256 287           |
| Film fabularny: I pół | Film fabularny: I pół | Film fabularny: I pół | Film fabularny: I pół | Film fabularny: I pół | 1 grudnia 2009  | 1 grudnia 2009    | 1 grudnia 2009  | bd.                 |
| 39 i pół tygodnia     |                       |                       |                       |                       |                 |                   |                 |                     |
| 1                     | 4                     | jesień 2019           | 1–10 (10)             | 40–49 (10)            | 8 września 2019 | 10 listopada 2019 | niedziela 21.30 | 1 264 760           |

## Ścieżka dźwiękowa

### Pierwszej serii
23 maja 2008 roku została wydana płyta ze ścieżką dźwiękową z I serii serialu.
Zawiera następujące utwory:

- 1. Dirty Track – Anarchia (1:50)
- 2. Darek Jankowski – Zabiorę Cię (4:16)
- 3. Darek Jankowski – Stany, Stany (3:50)
- 4. Michał Ostrowski – If You Love Me (4:08)
- 5. Tomasz Korpanty – Seattle (4:09)
- 6. Łukasz Szograt – Jestem rasta (2:34)
- 7. Feel – No pokaż, na co Cię stać (3:22)
- 8. Blog 27 – Do U Care? (3:16)
- 9. T.Love – Warszawa (04:11)
- 10. T.Love – Na bruku (03:47)
- 11. Chłopcy z Placu Broni – Kocham Cię (3:55)
- 12. Chłopcy z Placu Broni – Kiedy już będę dobrym człowiekiem (3:29)
- 13. Łukasz Targosz – Anarchia liryczna (4:07)
- 14. Łukasz Targosz – Na drzewie (1:47)
- 15. Łukasz Targosz – Marsz korporacyjny (2:15)
- 16. Łukasz Targosz – Pizza Misssion Anthem (1:56)
- 17. Michał Ostrowski – Monkey Music TIBM For Kongo (1:36)
- 18. Łukasz Targosz – Kazik Racing Car (1:30)
- 19. Łukasz Targosz – Anarchia Reggae (1:40)
- 20. Magda Mitoń, Łukasz Szograt – Just Call Me Dude (1:31)

Album uzyskał certyfikat platynowej płyty.

### Drugiej serii
24 kwietnia 2009 roku została wydana kolejna płyta ze ścieżką dźwiękową, tym razem z II serii.
Zawiera następujące utwory:

- 1. Dirty Track – Wszystko bez sensu (3:54)
- 2. Dirty Track – Nie zostawiaj mnie (3:46)
- 3. Dirty Track – Cienie na ścianie (2:39)
- 4. Michał Ostrowski – Don’t Stop Me Now (3:33)
- 5. Anna Karwan – Ferries (2:31)
- 6. Afromental – Radio Song (3:51)
- 7. Afromental – The Breakthru (3:02)
- 8. Afromental – Flowers (3:14)
- 9. Afromental – Bootycall (3:16)
- 10. Afromental – Happy Day (3:59)
- 11. Krzysztof Kubiś – I’m All Alone (3:56)
- 12. Anna Karwan – It’s Love (0:56)
- 13. Łukasz Targosz – Sanctus Anarchus (3:21)
- 14. Łukasz Targosz – Rambo Jambo (1:44)
- 15. Łukasz Targosz – Na moście (3:38)
- 16. Łukasz Targosz – Knujka superczujka (1:32)

bonus tracks:
- 17. Tomasz Ostoja – Ostatni raz zatańczysz ze mną (3:37)
- 18. Krystyna i Żywek – Z tobą chcę oglądać świat (1:52)

### Trzeciej serii
6 listopada 2009 roku ukazał się dwupłytowy album. Na pierwszej płycie były piosenki z III serii serialu. Płyta ta zawierała następujące utwory:

- 1. Dirty Track – Czekasz na tę jedną chwilę (04:31)
- 2. Marina – Respect (02:33)
- 3. Dirty Track – Falubaz to magia (04:09)
- 4. Zbigniew Wodecki & Dirty Track – Lubię wracać tam, gdzie byłem (04:59)
- 5. Zbigniew Wodecki – Z tobą chce oglądać świat (03:56)
- 6. Marina – Hello L.O.V.E. U (03:33)
- 7. Anna Ruttar – Ederlezi (04:17)
- 8. Marina – Long way apart (04:22)
- 9. Łukasz Targosz – Polonez (02:05)
- 10. Anna Karwan – Give it to me now (02:06)
- 11. Eden Expres – Uciec (04:01)
- 12. Marina – Please don’t leave me (03:44)

bonus tracks:
- 13. Dariusz Jankowski – Jogurt naturalny (00:44)
- 14. Lodzia – Miau, coś ty kotku chciał (01:21)
- 15. Dirty Track – Czekasz na tę jedną chwilę (Basse Attack remix) (02:46)

Druga płyta to „The Best Of 39 i pół”. Zawiera następujące utwory:

- 1. Feel – Pokaż na co Cię stać (03:22)
- 2. Dirty Track – Zabiorę Cię (04:16)
- 3. Dirty Track – Anarchia (1:50)
- 4. Afromental – Radio Song (03:51)
- 5. Blog 27 – Do U Care?! (3:16)
- 6. T. Love – Warszawa (04:12)
- 7. Chłopcy z Placu Broni – Kocham Cię (04:07)
- 8. Dirty Track – Nie zostawiaj mnie (3:44)
- 9. Dirty Track – Wszystko bez sensu (3:54)
- 10. Dirty Track – Stany, Stany (3:50)
- 11. Dirty Track – I Love You (03:59)
- 12. Michał Ostrowski – If You Love Me (4:05)

## Nagrody
- Nagrody IX Festiwalu Dobrego Humoru w kategorii „Najdowcipniejszy serial komediowy”
- Trzecie miejsce w plebiscycie Telekamery 2009 w kategorii „Najlepszy serial komediowy”
- Drugie miejsce w plebiscycie Telekamery 2010 w kategorii „Serial polski oryginalny”

## I pół
I pół był telewizyjnym filmem fabularnym, który został wyemitowany 1 grudnia 2009 roku, po emisji ostatniego, 39. odcinka serialu.